# Francisco Tomás i Vert
Francisco Tomás i Vert (València, 1943) és un químic i professor valencià, catedràtic de Química Física i rector de la Universitat de València entre 2002 i 2010.
Estudià Ciències Químiques a l'antiga Facultat de Ciències de la Universitat de València (1960-1965) i obtingué el Premi Extraordinari de Llicenciatura. Va iniciar-se a la recerca amb el professor Fernández-Alonso, pioner de la Química quàntica a Espanya. És doctor en Ciències Químiques per la Universitat de València (1971) amb Premi Extraordinari i aconseguiria la Càtedra de Química Física el 1982 a la Facultat de Ciències Químiques.
A més d'impartir docència a la UV (facultats de Química, Física i Medicina), Francisco Tomás ha sigut professor adjunt a la Facultat de Ciències de la Universitat Autònoma de Madrid i professor visitant a les universitats de San Luis (Argentina) i Nacional d'Enginyeria a Lima (Perú).
Abans de ser rector, Tomás va ocupar diversos càrrecs acadèmics com ara director del Departament de Química Física, vicedegà i degà de la Facultat de Ciències Químiques, director del Centre d'Informàtica, vicerector d'Economia i Finances i vicerector d'Investigació.
El seu mandat com a rector ha estat marcat per la implantació del Pla Bolonya que va provocar la protesta de la comunitat d'estudiants amb manifestacions i vagues, i un tancament a diferents facultats (destacà la de Geografia i Història) o al mateix edifici rectoral. També fou impulsor de la creació d'un observatori universitari per a l'assessorament i inserció laboral de l'alumnat.